# Ctenotus tanamiensis
Ctenotus tanamiensis (танамський гребневухий сцинк) — вид сцинкоподібних ящірок родини сцинкових (Scincidae). Ендемік Австралії.

## Поширення й екологія
Танамські гребневухі сцинки мешкають у пустелі Танамі на території Західної Австралії та Північної Території. Вони живуть у піщаних пустелях, порослих Triodia.